# Christer Jacobson

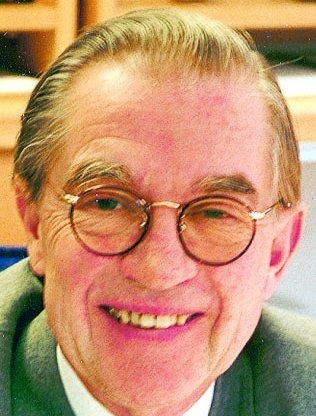
Christer Jacobson, 1998.

Christer Jacobson, (Krister Jacobson i folkbokföringen) född 6 juni 1932 i Oscars församling i Stockholm, död där 17 februari 2013, var en svensk diplomat, litteraturvetare och författare. 

## Biografi
Christer Jacobson var son till bankiren Gösta Jacobson och Berti, född Nyström. Han gav ut flera böcker i slutet av 1950-talet, inklusive en fackbok om att ha hundar. Han började sitt yrkesverksamma liv på Almqvist & Wiksells bokförlag 1959, men blev filosofie doktor i litteraturvetenskap vid Uppsala universitet 1961. Under studietiden i Uppsala tillhörde han Stockholms nation och blev dess förste kurator samt vice ordförande i Uppsala studentkår. 
1961 började han på myndigheten Svenska institutet, först som sekreterare och sedan som biträdande direktör. Han var en av styrelseledamöterna för Uppsala stadsteater. Från 1963 blev han chef för Svenska institutet och direktör för Pariskontoret. Han hade posten som kulturattaché i Paris och Bryssel 1963-68. 
1969 övergick Jacobson till att vara biträdande chef för Kollegiet för Sverigeinformation i utlandet. Han blev 1972 kanslichef för svenska delegationen i Nordiska rådet och arbetade där till 1985 då han blev ambassadör vid Utrikesdepartementet. Efter endast ett år blev han generalkonsul för Hongkong och Macau. Under de första fyra åren på 1990-talet var han ambassadör i Marocko. Vid den här tiden utgavs Jacobsons memoarer, Professor i Uppsala eller sköka i Budapest (1995).
I mitten av 1990-talet bytte Jacobson bana och blev chef för Vägverkets internationella sekretariat, där han genomförde större förhandlingar om vägtransporter för  Kommunikationsdepartementet. Efter sin pension engagerade sig Jacobson i Föreningen Svenskar i världen där han blev generalsekreterare 1998, ett uppdrag som han upprätthöll i sex år.
2007 debuterade Jacobson som romanförfattare med Den tredje kvinnan, som utspelar sig på svenska ambassaden i Paris. Bibliotekstjänsts recensent Arne Säll skrev bland annat (BTJ häfte 11/2007): "Den i långa stycken underhållande romanen innehåller både kärlek och dramatiska förvecklingar i lagom doser förutom att den ger initierade inblickar i högrestånds- och diplomatkretsar i förra seklets Sverige och Europa."
Jacobson var gift 1956 till 1969 med Anita Tarelius (senare Anita Jacobson-Widding). Från 1970 var han gift med Marianne Malmén.
Han är gravsatt på Galärvarvskyrkogården i Stockholm.

## Priser och utmärkelser
- 1976 blev han hedersledamot vid Stockholms nation i Uppsala
- 2004 utsågs Jacobson till hedersledamot i föreningen Svenskar i världen
- 2012 promoverades han till jubeldoktor vid Uppsala universitet.[3]